# Navid Mohammadzadeh
Navid Mohammadzadeh (en persan : نوید محمدزاده), né le 6 avril 1986 à Mehran, province d'Ilam, en Iran, est un acteur irano-kurde. 
Il remporte le prix du meilleur acteur au Festival international du film de Tokyo 2019 pour son rôle dans La Loi de Téhéran (Metri Shesh Va Nim).

## Vie privée
Il est originaire de Mehran, mais il est né dans la province de Téhéran où il y vit jusqu'à l'âge de deux ans. Il vit ensuite à Ilam où il est resté jusqu’à la fin du collège. Il obtient un diplôme d'études supérieures en génie civil. Lors du tournage de la série "Ghoorbaghe" en 2020, il a rencontré l’actrice Fereshteh Hosseini, qui est devenue plus tard sa femme (mariage annoncé le 19 juillet 2021 par post sur son compte Instagram,).

## Filmographie
- 2008 : Dans les nuages
- 2012 : Notre drame, votre histoire
- 2012 : Vidéo-cassette (court métrage) : l'homme
- 2013 : Fat Shaker
- 2013 : Avant lever du soleil (court métrage)
- 2014 : Treize
- 2014 : Je ne suis pas fâché !
- 2015 : Nahid d'Ida Panahandeh : Ahmad
- 2016 : Life and a Day de Saeed Roustayi : Mohsen
- 2016 : Lantouri  : Pasha
- 2016 : Colère et chahut[réf. nécessaire] : Khosrow Parsa
- 2017 : Sans date, sans signature : Moosa
- 2017 : Asphyxie (Khafeji) de Fereydoun Jeyrani : Masoud Sazgar
- 2018 : Les Petits cerveaux rouillés  : Shahin
- 2019 : La Loi de Téhéran (Metri Shesh Va Nim) de Saeed Roustayi : Nasser Khakzad
- 2019 : L'Indien (Sorkhpust) de Nima Javidi  : Major Nemat Jahed
- 2022 : Leila et ses frères (برادران لیلا, Baradarane Leila) de Saeed Roustayi : Alireza
- 2022 : Les Ombres persanes de Mani Haghighi : Mohsen / Jalal
- 2024 : Oh ! What Happy Days (Ah ! che roozhaye khoobi bood) de Homayoun Ghanizadeh : Mohammad Hashemi

## Web
- 2022 : The actor (une série de 20 épisodes) de Nima Javidi : Ali Hemmati (rôle principal)

## Prix et récompenses

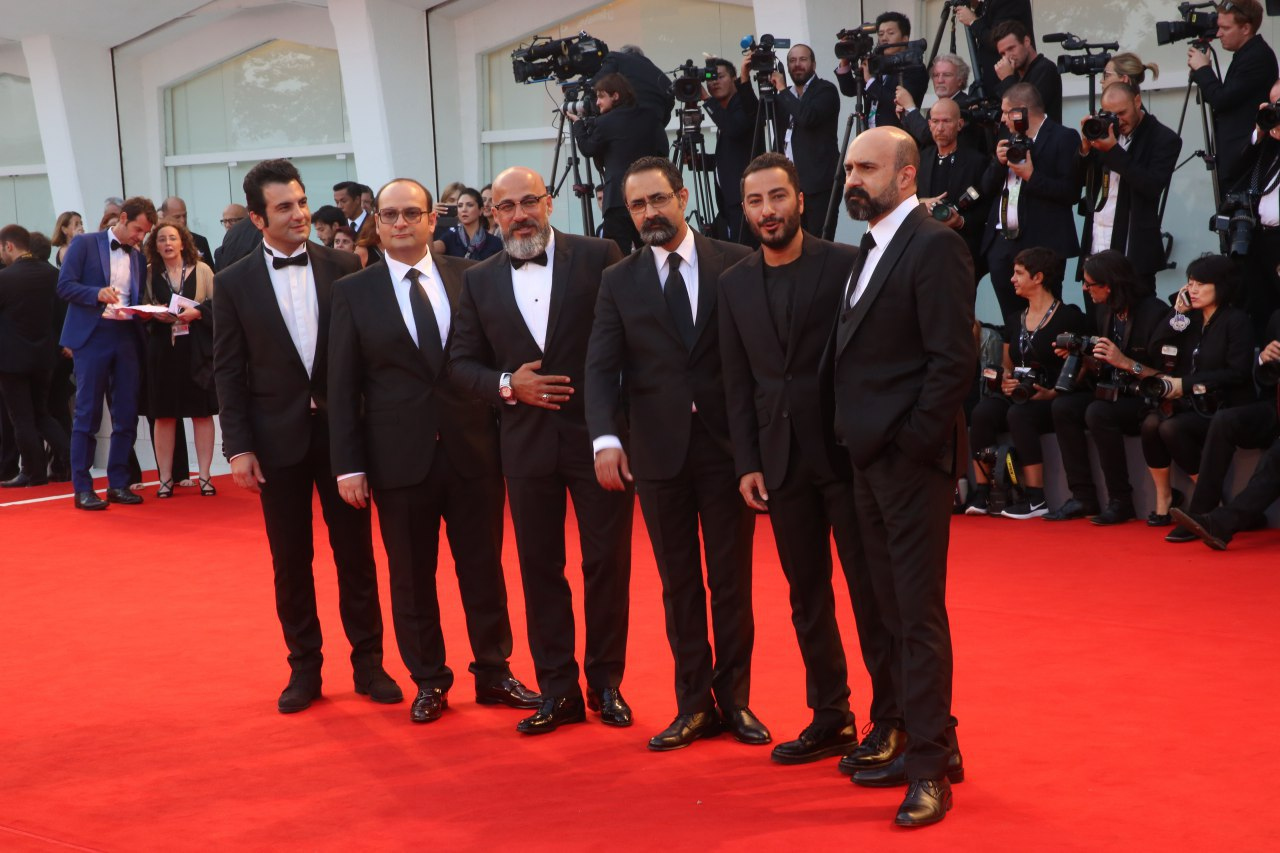
Alireza Alavian, Amir Aghaei, Vahid Jalilvand, Navid Mohammadzadeh, Ali Jalilvand à la Mostra de Venise 2017.

- Prix du meilleur acteur au Slemani International Film Festival 2018
- Prix du meilleur acteur au Festival international du film de Las Palmas de Gran Canaria 2018
- Prix Orizzonti / Horizon du meilleur acteur au 74e Festival international du film de Venise 2017
- Simorgh de cristal du meilleur acteur dans un second rôle au Festival du film de Fajr 2017
- Statue du meilleur acteur de la Société iranienne des critiques de cinéma 2017
- Asia Pacific Screen Award du meilleur acteur 2017
- Statue du meilleur acteur de la Celebration Society of Critics and Writers 2017
- Prix Hafez du meilleur acteur à la Donyaye Tassvir Celebration 2017
- Simorgh de cristal du meilleur acteur dans un second rôle au Festival du film de Fajr 2016
- Prix Hafez du meilleur acteur à la Donyaye Tassvir Celebration 2016